# 双溪乡 (射洪市)
双溪乡，是中华人民共和国四川省遂宁市射洪市曾经下辖的一个乡。2019年9月，撤销双溪乡和东岳乡，设立东岳镇，以原双溪乡和原东岳乡所属行政区域为东岳镇的行政区域。

## 行政区划
双溪乡撤销前下辖以下地区：
梓江社区、五叉树村、轿顶山村、青杠林村、大沟村、天山村、井江村、神鹤村、鹤桥村、朝真村、九龙村、飞凤村、化城村和红庙村。